# Wuzhen

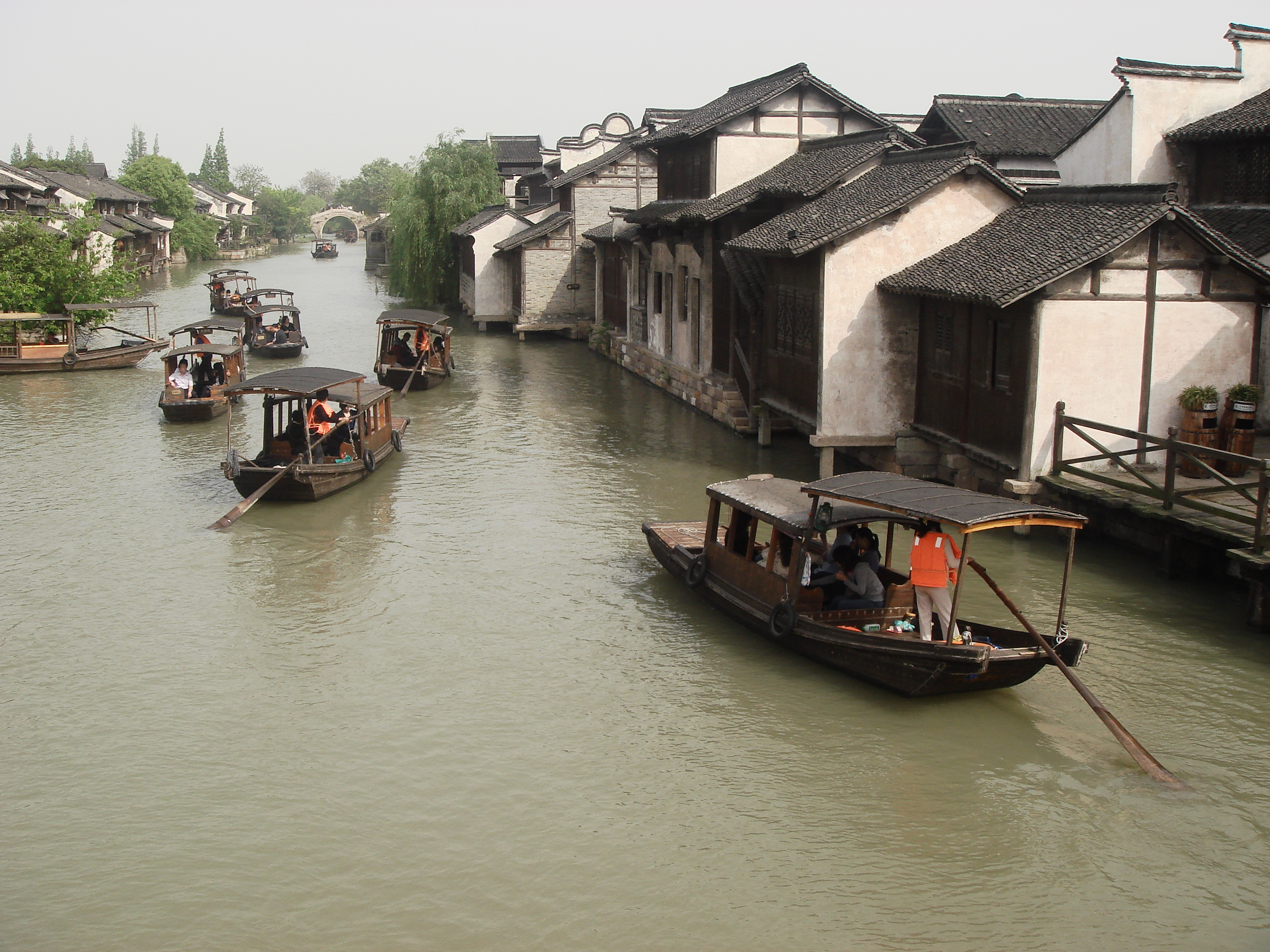
Einer der vielen Wasserwege

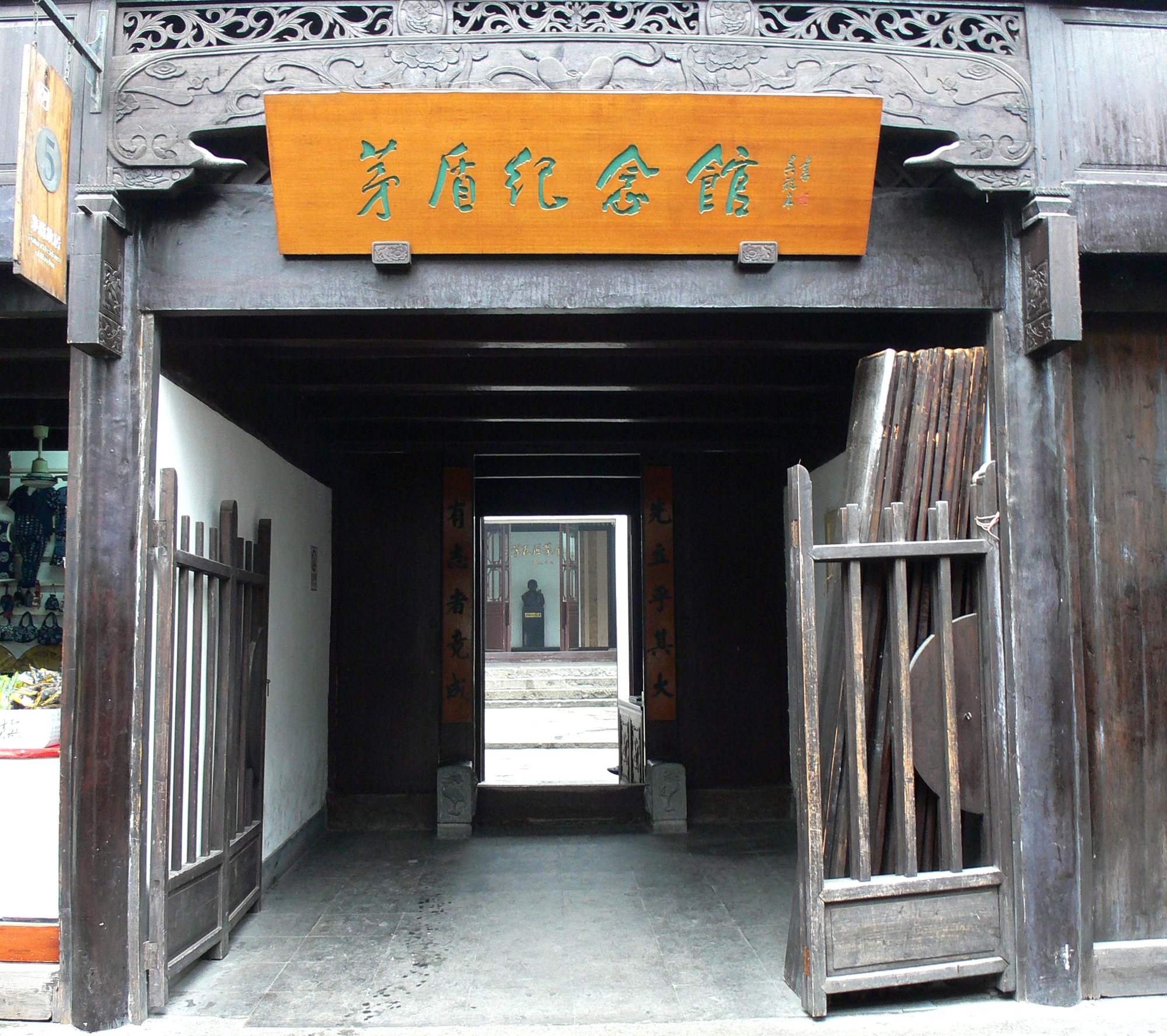
Eingang zum Mao Dun-Museum

Wuzhen (chinesisch 乌镇, Pinyin Wūzhèn Zhèn) ist eine Großgemeinde der kreisfreien Stadt Tongxiang, Provinz Zhejiang, Volksrepublik China. Sie liegt rund 120 km südwestlich der Stadtmitte von Shanghai, ungefähr auf halbem Weg zwischen Suzhou und Hangzhou. Der Ort hat eine Fläche von 67,48 km² und zählt rund 57.200 Einwohner (Ende 2010). Aus Wuzhen stammte der Schriftsteller Mao Dun, dessen ehemaliges Wohnhaus heute als Museum zugänglich ist.
Wuzhen liegt am Kaiserkanal, der Peking mit Hangzhou verbindet, und wird von Nord nach Süd vom Shi-Fluss durchflossen. Zahlreiche weitere Wasserwege durchziehen den Ort, dessen historische Gebäude seit Anfang der 1990er-Jahre mit großem finanziellem Aufwand restauriert und ergänzt wurden. Zu den besonderen Attraktionen der Gemeinde zählen heute insbesondere die beiden Freilichtmuseen: das westlich der Ortsmitte gelegene Museumsdorf Wuzhen Xizha sowie der näher am Stadtgebiet liegende Bereich Dongzha.
Wuzhen wurde 2008 von der VR China für die Aufnahme in die Liste des Weltkulturerbes der UNESCO vorgeschlagen. Wuzhen gehört außerdem zu den berühmten Sechs alten Großgemeinden Jiangnans (江南六大古镇).
Die Geschichte Wuzhens reicht zurück bis ins Jahr 860, dem Gründungsjahr einer militärischen Festung an diesem Ort; die Gründung einer angrenzenden Siedlung wird in das Jahr 872 datiert. Besiedelt war dieses Gebiet jedoch zumindest zeitweise schon zuvor, wie 7000 Jahre alte Funde aus der Jungsteinzeit belegen, die bei Tanjiawan – einem östlichen Vorort von Wuzhen – freigelegt wurden.

## Administrative Gliederung
Wuzhen setzt sich aus drei Einwohnergemeinschaften und 17 Dörfern zusammen. Diese sind:
| Einwohnergemeinschaft Nangong (南宫社区), Sitz der Gemeinderegierung; Einwohnergemeinschaft Dongyuan (东苑社区); Einwohnergemeinschaft Yinxing (银杏社区); Dorf Baimadun (白马墩村); Dorf Chenjia (陈家村); Dorf Chenzhuang (陈庄村); Dorf Duifangqiao (碓坊桥村); Dorf Fenshuidun (分水墩村); Dorf Fulanqiao (浮澜桥村); Dorf Henggang (横港村); | Dorf Hongqiao (虹桥村); Dorf Minhe (民合村); Dorf Nanzhuangqiao (南庄桥村); Dorf Pengjia (彭家村); Dorf Shuangta (双塔村); Dorf Wuxing (五星村); Dorf Xinweng (新翁村); Dorf Yanjia (颜家村); Dorf Yuye (渔业村); Dorf Zheyue (浙月村). |

## Belege
1. ↑   The Ancient Waterfront Towns in the South of Yangtze River. Auf: unesco.org, zuletzt abgerufen am 16. Mai 2022.

Koordinaten: 30° 45′ N, 120° 30′ O